# Anna Chakvetadze
Anna Dzhambulievna Chakvetadze (ruso: А́нна Джамбулиевна Чаквета́дзе; n. 5 de marzo de 1987 en Moscú) es una jugadora de tenis profesional rusa de ascendencia georgiana y ucraniana. El 10 de septiembre de 2007 alcanzó la quinta colocación en la clasificación mundial, la cual es hasta el momento su mejor posición como profesional. Ha ganado ocho títulos de la WTA en singles y ha llegado a la semifinal del Abierto de Estados Unidos —en 2007—. El 31 de octubre de 2012 se encontraba en la posición 219 del ranking mundial. Anunció su retirada el 11 de septiembre de 2013, debido a una lesión en la espalda persistente. Actualmente es comentarista en el canal de Eurosport.

## Carrera
Antes de ingresar en los circuitos de la ITF y de la WTA, Anna Chakvetadze se entrenaba en la academia internacional infantil de tenis Valerie. Ganó su primer torneo a los 12 años y no jugó fuera de Rusia hasta los 14 años.[cita requerida]

### 2001-2006

#### Comojunior
En 2001 fue campeona sub-16 de Rusia.[cita requerida]
En 2002 ganó su primer título junior de la ITF en un torneo disputado en Estocolmo, Suecia. y también logró el campeonato sub-18 de su país.[cita requerida]
En 2003 fue subcampeona del torneo junior de Wimbledon, perdiendo la final ante la belga Kirsten Flipkens por 6–4, 3–6, 6–3. El mismo año ganó el International Bavarian Junior Challenge, derrotando en la final a la polaca Marta Domachowska.
Su registro final como junior fue 67 partidos ganados y 19 perdidos en individuales y 22 y 14 en dobles. Su mejor puesto en el ranking fue el n.º 22, alcanzado en diciembre de 2003.

#### Como profesional
En octubre de 2001 debutó en el circuito de la ITF, siendo eliminada en la primera ronda en Minsk, Bielorrusia, por la polaca Monika Schneider por 5-7 y 0-6.
En abril de 2002 ganó su primer partido en un partido del cuadro principal de un torneo de la WTA tras derrotar en Budapest a la checa Michaela Pastikova por 2-6, 6-1 y 6-4. En julio de ese año ganó su primer torneo ITF de dobles en Estambul, haciendo pareja con su compatriota Irina Kotkina.
En el Abierto de Estados Unidos 2004 Chakvetadze ganó los tres partidos de la clasificación y así alcanzó el cuadro principal en individuales de su primer torneo de Grand Slam. En la segunda ronda derrotó a la por entonces n.º 3 del mundo, Anastasia Mískina, pero en la tercera ronda cayó ante Eleni Daniilidou. Con este resultado se convirtió, junto a Serena Williams, en la segunda tenista que llegó más rápidamente a vencer a una Top 10, lográndolo en apenas su tercer cuadro principal de un torneo de la WTA. Se metió entre las cien mejores tenistas clasificadas de la WTA el 13 de septiembre, al alcanzar el puesto n.º 91. El 6 de junio de 2005 llegó por primera vez al Top 50, alcanzando el puesto n.º 44.
El 25 de septiembre de 2006, Chakvetadze ganó su primer título WTA en singles en un torneo en Cantón, China, tras derrotar en la final a la española Anabel Medina Garrigues. Dos semanas más tarde, en el Torneo de Moscú —perteneciente a los Tier I—, obtuvo su segundo título WTA, a pesar de que no era una de las "sembradas". Para esto dejó en el camino a jugadoras de la talla de Elena Dementieva y Nadia Petrova. Tras esta victoria quedó clasificada como la n.º 16 del mundo.

### 2007
Chakvetadze comenzó el año ganando el torneo Tier I de Hobart en Australia, derrotando a su compatriota Vasilisa Bardina en la final y así logrando su tercer título de la WTA. Luego, en el Abierto de Australia 2007 —donde figuraba como la preclasificada n.º 12—, derrotó en la cuarta ronda a la octava cabeza de serie, Patty Schnyder, para luego perder en los cuartos de final ante la primera preclasificada, María Sharápova, por 7-6(5) y 7-5.
En febrero alcanzó los cuartos de final del Torneo de París, en Francia, donde perdió ante la local Amélie Mauresmo por 7-6(5), 7-5. Luego compitió en el torneo Proximus Diamond Games en Amberes, Bélgica, donde perdió en las semifinales nuevamente ante Mauresmo por 6-3, 3-6, 6-2. El 19 de febrero hizo su debut en el Top 10 del escalafón de la WTA, al llegar al n.º 10. En el Masters de Indian Wells, en Estados Unidos, perdió en la cuarta ronda ante Shahar Pe'er por 6-4, 7-6. Luego llegó a las semifinales del Tier I Masters de Miami en Key Biscayne, Estados Unidos, donde fue derrotada por la n.º 1 del mundo, Justine Henin, por 6-2, 6-3.
Más adelante jugó cuatro torneos en Europa sobre polvo de ladrillo. Perdió en los cuartos del Torneo de Varsovia (Tier II) frente a Jelena Janković, en la segunda ronda del Torneo de Berlín (Tier I) y en la segunda ronda del Masters de Roma (Tier I). En el Abierto de Francia, perdió ante la segunda cabeza de serie, María Sharápova, en los cuartos de final.
En el Torneo de 's-Hertogenbosch, en Países Bajos, ganó su segundo título del año —su primero sobre hierba—, con triunfos sobre Daniela Hantuchova y Jelena Janković, entre otras. Sin embargo, en Wimbledon no pudo pasar la tercera ronda al caer en tres sets ante la 31.º cabeza de serie, Michaella Krajicek.
Luego jugó cinco torneos sobre canchas duras durante la temporada de verano en América del Norte. En el Masters de Cincinnati, Chakvetadze figuraba como la primera preclasificada y ganó el título, derrotando a Akiko Morigami en la final. En la semana siguiente ganó su segundo torneo consecutivo, esta vez el Torneo de Stanford —el primero de la US Open Series—, al derrotar a Sania Mirza en la final. Esta última fue su novena victoria consecutiva y gracias a esto se colocó en la sexta colocación en el ranking mundial. En el Torneo de San Diego se le terminó una racha de doce victorias consecutivas cuando perdió en las semifinales por tercera vez en el año con Sharápova, la primera preclasificada, por 6-3, 6-2; antes había vencido en los cuartos de final a la última campeona de Wimbledon, Venus Williams, por 6-7 (5), 7-6 (3), 6-2. Dos semanas después, en el Masters de Canadá, en Toronto, se retiró de su partido de segunda ronda después de perder el primer set frente a Virginie Razzano. En el Abierto de Estados Unidos, Chakvetadze, que arrancaba como la sexta cabeza de serie, llegó a las semifinales de un torneo de Grand Slam por primera vez, perdiendo en esa instancia ante Svetlana Kuznetsova por 3-6, 6-1, 6-1. Este resultado la hizo ascender al puesto n.º 5 del mundo, el más alto en su carrera hasta el momento.
En el Torneo de Moscú no pudo defender el título logrado en 2006 al perder en segunda ronda contra Dinara Safina por 7-6 y 6-2.
Finalmente, Chakvetadze se convirtió en la sexta jugadora en clasificar para el WTA Tour Championships 2007. En ese torneo llegó a las semifinales al ganar dos de sus tres partidos en su grupo —derrotó a Serena Williams y Jelena Janković y perdió ante Justine Henin—. En su encuentro de semifinales cayó nuevamente ante Sharápova, esta vez 6-2, 6-2.

### 2008
En el Abierto de Australia 2008 perdió en la tercera ronda frente a Maria Kirilenko por 6-7(6), 6-1, 6-2. Luego, en la Fed Cup, ayudó al equipo de su país —que era el campeón defensor— a ganar la serie de primera ronda contra Israel con su triunfo ante Tzipora Obziler 6-4, 6-2.
Chakvetadze fue la primera "sembrada" en el Torneo de París, en Francia. En él derrotó a Amélie Mauresmo en cuartos de final, a Marion Bartoli en semifinales y a Agnes Szavay en la final para ganar el séptimo título individual de su carrera. Además, con el triunfo en ese último partido, su récord en finales de torneos ascendió a siete finales ganadas y ninguna perdida.
En el Tier I Masters de Miami en Key Biscayne, Estados Unidos, perdió en tercera ronda contra la alemana Sabine Lisicki.
En el Torneo de Roland Garros 2008, como sexta cabeza de serie, perdió en la segunda ronda ante Kaia Kanepi por 6-4, 7-6(2).
En Wimbledon 2008 ingresó como octava preclasificada. Derrotó a Stéphanie Dubois en la primera ronda por 2-6, 6-1, 8-6 después de salvar dos puntos de partido en el 5-3 y otro en el 5-4 en el tercer set. Luego ganó sus partidos de segunda y tercera ronda en dos sets, pero perdió en la cuarta ronda frente a la 18.º preclasificada, Nicole Vaidišová, por 4-6, 7-6(0), 6-3.
Más tarde jugó cinco torneos de la temporada de verano en América del Norte sobre canchas duras. Al Torneo de Stanford llegaba como campeona defensora y como segunda cabeza de serie. Sin embargo, perdió en cuartos de final ante Marion Bartoli por 6-3, 6-4. En la semana siguiente fue derrotada por Sybille Bammer en la tercera ronda del Torneo de Los Ángeles, en Estados Unidos. En el Masters de Canadá fue derrotada en la misma fase, esta vez por Marion Bartoli por 4-6, 7-5, 7-6(4). En el Torneo de New Haven, Estados Unidos, llegó a la final, siendo derrotada en esa instancia por Caroline Wozniacki. Finalmente, en el Abierto de Estados Unidos se despidió tempranamente al perder en primera ronda contra Yekaterina Makárova, pese a figurar como 10.º cabeza de serie.
Cabe destacar que en medio de la temporada sobre canchas duras se realizaron los Juegos Olímpicos de Pekín 2008, evento del que Anna Chakvetadze se autoexcluyó por el bajo nivel de juego que estaba teniendo. Su lugar fue ocupado por Dinara Sáfina.

### 2009
Chakvetadze comenzó como preclasificada n.º 17 en el Abierto de Australia, donde perdió en la segunda ronda contra Jelena Dokić por 6-4, 6-7(4), 6-3. Luego perdió también en la ronda inicial del Torneo de Dubái frente a Ayumi Morita.
En el Masters de Roma perdió en la tercera ronda, en un partido cerrado frente a Venus Williams. En el Masters de Madrid derrotó a Virginia Ruano Pascual en la primera ronda y a Samantha Stosur en la segunda —revirtiendo una desventaja de 4-1 en el tercer set— pero cayó frente a Alona Bondarenko en la tercera. Chakvetadze, quien iniciaba como la "sembrada" n.º 26 en Roland Garros, sufrió una dura derrota en primera ronda frente a Mariana Duque Mariño por 6-3, 4-6, 4-6, continuando así con una racha bastante desfavorable.
En el inicio de la temporada sobre hierba, Chakvetadze pudo levantar el nivel de su juego, derrotando en la primera ronda en el Torneo de Eastbourne, en Inglaterra, a la tercera preclasificada, Jelena Janković, por 6-7(5), 6-3, 6-2. Finalmente perdió con Marion Bartoli en octavos de final. A Wimbledon llegó como la 32.º preclasificada. En este torneo perdió frente a Sabine Lisicki en la primera ronda por 4-6, 7-6, 6-2, lo cual la dejaba fuera del top 50 por primera vez en bastante tiempo.
Así comenzó su campaña 2009 en la US Open Series en el Torneo de Stanford sin ser cabeza de serie. Allí fue derrotada en la primera ronda por Maria Kirilenko por 4-6, 7-5, 6-7. A la semana siguiente, en el Torneo WTA de Los Ángeles, ganó sus dos primeros partidos —contra Virginie Razzano y Alisa Kleibánova— pero perdió en la tercera ronda frente a Agnieszka Radwańska por 6-3, 6-2.
Después de no haberlo jugado en 2008, Chakvetadze volvió a disputar el Masters de Cincinnati, torneo que había ganado en 2007. Esta vez no figuraba entre las preclasificadas y sufrió otra derrota temprana: Victoria Azarenka, la 9.º preclasificada, la venció en tres sets.
En el Masters de Canadá perdió frente a Sybille Bammer de nuevo en la primera ronda, por un marcador de 3-6, 6-4 y 6-1, tras liderar 6-3, 4-1. Su siguiente participación fue en el Torneo de New Haven, en Estados Unidos, donde había sido finalista en 2008. Esta vez alcanzó los cuartos de final de un torneo por primera vez en el año, dejando en el camino a Nadia Petrova y a Sybille Bammer, con ambas victorias en tres sets. Fue allí que perdió frente a su amiga Elena Vesnina por 6-1 y 7-5.
Luego entró al Abierto de Estados Unidos fuera de las preclasificadas por primera vez desde 2005. Tras derrotar a Yurika Sema por 4-6, 6-1 y 6-2, cayó en la segunda ronda ante su compatriota Vera Zvonariova por 3-6, 6-1 y 6-1.
En el Torneo de Moscú volvió a perder en la primera ronda, ahora frente a Alona Bondarenko por 6-4 6-3.
Finalmente terminó el 2009 en el número 69 del ranking de la WTA, el más bajo para ella en cinco años.

### 2010
Chakvetadze comenzó el año con una derrota en primera ronda en el ASB Classic en Auckland, Nueva Zelanda, por 6-1, 6-2 frente a Kimiko Date Krumm, que jugaba el torneo por invitación. En el Abierto de Australia fue derrotada también en la primera ronda por Flavia Pennetta, duodécima preclasificada, por 6-3, 3-6, 6-2. En el Torneo de Pattaya, en Tailandia, perdió frente a Tamarine Tanasugarn en los cuartos de final.
En marzo participó en el Masters de Indian Wells, donde se retiró con una lesión en el tobillo en la segunda ronda cuando perdía 6-2, 5-3 con Agnieszka Radwańska. En el Masters de Miami perdió en primera ronda frente a Kimiko Date Krumm por 7-5, 3-6, 6-4. Su siguiente participación fue en el Torneo de Varsovia, donde no llegó al cuadro principal, cayendo en la fase de clasificación frente a Bojana Jovanovski. En Roland Garros estuvo a dos puntos de ganar su partido de primera ronda en dos sets, pero finalmente fue derrotada por Angelique Kerber por 5-7, 7-6, 6-4.
Al empezar la temporada de canchas de césped, avanzó hasta la tercera ronda del Torneo de Birmingham, donde perdió 4-6, 7-5 y 6-1 contra la jugadora proveniente de la clasificación Alison Riske. Luego, en el Torneo de Eastbourne solo llegó hasta la segunda ronda de la clasificación, donde perdió contra Jarmila Gajdošová de Australia. En Wimbledon logró superar la primera ronda tras vencer a Andrea Petkovic en tres sets, pero luego se encontró con la campeona defensora y 1.º preclasificada Serena Williams, quien la venció por un contundente 6-0, 6-1.
Luego, disputó el Torneo WTA de Budapest, donde cayó frente a la segunda cabeza de serie, Alexandra Dulgheru por 7-6(5), 1-6, 6-2 en la segunda ronda y el Torneo de Praga, donde cayó en la primera ronda frente a Xeniya Pervak.
En el Torneo de Portoroz, en Eslovenia, llegó a su primera final en dos años, donde derrotó a Johanna Larsson por 6-1 y 6-2 y así ganó su octavo título de la WTA. En la categoría de dobles también llegó a la final —haciendo dupla con la neozelandesa Marina Erakovic—, pero allí se impuso la dupla conformada por Maria Kondratieva y Vladimíra Uhlířová tras vencer en el súper tie-break, quedando el marcador 6-4, 2-6, 10-7.
Más tarde participó en el Torneo de Copenhague, donde perdió en la semifinal por 6-1, 2-6, 6-4 frente a la primera cabeza de serie Caroline Wozniacki.
A continuación, entró en el torneo ITF disputado en Bronx, Estados Unidos para prepararse para el Abierto de Estados Unidos. En este llegó a la final, donde derrotó a Sofia Arvidsson por 4-6, 6-2, 6-2, y así ganó su segundo título del año. Luego, en el Abierto de Estados Unidos fue derrotada en primera ronda por Urszula Radwańska.
Chakvetadze ingresó luego al Torneo de Taskent, en Uzbekistán, donde se retiró en su partido de la tercera ronda contra Evgeniya Rodina debido a una enfermedad viral. En el Torneo de Pekín no pudo ingresar al cuadro principal tras caer en la ronda final de la clasificación contra Kateryna Bondarenko. Finalmente, perdió en primera ronda en el Torneo de Linz frente a Sybille Bammer y en la Copa Kremlin perdió en cuartos de final frente a Vera Dushevina por 6-3 y 7-6.
Así cerró el año 2010 el puesto 56, ganó un título en individuales y llegó a dos finales en dobles.

### 2011
Chakvetadze comenzó el año con una derrota en primera ronda en el Torneo de Brisbane ante su compatriota Xeniya Pervak. En el Torneo de Hobart volvió a perder en primera ronda, esta vez ante Sara Errani. En el Abierto de Australia perdió en segunda ronda ante Petra Kvitová en sets corridos.
A mediados de febrero, en el Torneo de Dubái, Anna Chakvetadze sufrió un desmayo en el transcurso de su partido de segunda ronda contra la danesa Caroline Wozniacki. Al momento de este suceso el marcador era 1-6, 5-3 (15-30), con la rusa sirviendo para el segundo set; finalmente, luego de un punto más disputado, Chakvetadze decidió retirarse. Más tarde la organización informó que el desmayo se habría debido a una enfermedad gastrointestinal que la jugadora sufría desde antes del torneo.
Chakvetadze volvió a las pistas en marzo, en el Masters de Indian Wells, pero se retiró por agotamiento en su partido de segunda ronda contra la sembrada n.º 24, Maria Kirilenko —el marcador en ese momento era 6-2 1-3 para Kirilenko—. Inmediatamente después de este hecho, estuvo bajo observación en un hospital de California, donde se le diagnosticó un síncope vasovagal y se le recomendó reposo absoluto por un tiempo.
Sin embargo, volvió a la competición rápidamente para disputar el Torneo de Stuttgart, desarrollado en marzo. En la primera ronda de este certamen, sufrió un nuevo desmayo y se retiró cuando estaba 6-1, 5-7, 4-4 contra Zuzana Kučová. Según la propia jugadora, su vuelta a las canchas fue aprobada por los médicos que consultó, ya que estos no encontraron nada anormal en los exámenes a los que fue sometida.
Debido a sus continuos desmayos, no participó del Torneo de Roland Garros. Después de unas semanas bajo supervisión en un hospital, Chakvetadze hizo su regreso a mediados de junio en el Torneo de 's-Hertogenbosch, donde perdió en primera ronda frente a Lourdes Domínguez Lino por 6-4 y 6-1. En Wimbledon también fue eliminada en la primera ronda, esta vez por María Sharápova por 6-2, 6-1.
En agosto anunció que no participaría en el Abierto de Estados Unidos de ese año debido a una lesión en un tobillo.
De esta manera, su registro final en el año fue de seis victorias y ocho derrotas, y quedó fuera del top 200 del ranking mundial.

### 2012
Chakvetadze comenzó el año en el Torneo de Hobart, donde llegó a los cuartos de final para enfrentarse a la sexta preclasificada, Shahar Pe'er, pero se retiró con un calambre muscular en el tercer set. En el Abierto de Australia perdió en primera ronda ante Jelena Dokić por 6-2 y 6-1.
Después de poco más de dos meses de descanso, volvió a la competición en abril en el Torneo de Copenhague. Tras ganar los tres partidos de la clasificación y clasificarse para el cuadro principal, perdió en la primera ronda frente a Pauline Parmentier. Lo mismo ocurrió en el Torneo de Stuttgart, siendo esta vez Alizé Cornet su vencedora.
En abril no pudo clasificarse al cuadro principal del Masters de Madrid, tras ser vencida en la clasificación por Johanna Larsson. Sí pudo clasificarse para el Masters de Roma —disputado en mayo—, aunque fue rápidamente eliminada en primera ronda por Sloane Stephens, quien también provenía de la clasificación. En el Torneo de Bruselas perdió en primera ronda frente a Yanina Wickmayer.
Tras dos meses de ausencia, regresó en el Torneo de Washington, siendo derrotada por Melinda Czink en la primera ronda. Luego, después de una serie de victorias, alcanzó la final del Torneo de Bronx, donde perdió frente a Romina Oprandi por 5–7, 6–3, 6–3.

## Vida privada
Anna es hija de Djambuli, georgiano, quien viajaba con ella a todos los torneos, y de Natalia, ucraniana, que es ama de casa. Tiene un hermano 11 años menor que ella, llamado Roman. Su mejor amiga en el circuito es la también rusa Elena Vesnina.[cita requerida]
Habla ruso e inglés. Obtuvo un título universitario en psicología. Según sus propias palabras, sus estudios la ayudaron a manejar mejor sus emociones durante los partidos.
De pequeña tocaba el piano hasta que su madre la llevó por primera vez a un club de tenis. Su actor favorito es Johnny Depp y disfruta del cine ruso. Le encantan las joyas, las flores —especialmente las rosas— y el chocolate. Es aficionada al fútbol y seguidora del AC Milan. Siente debilidad por los coches deportivos, sobre todo los Ferrari.
Sus ídolos deportivos son Martina Hingis y Pete Sampras.[cita requerida]

### Asalto y robo
En la madrugada del 18 de diciembre de 2007, Anna y su familia fueron asaltadas en la casa de campo en que descansaban. Los asaltantes fueron seis personas que también golpearon a su padre, Djambuli. El botín que se llevaron estaría valuado entre 200.000 y 300.000 dólares estadounidenses e incluía bienes y dinero en efectivo.
Más allá del daño psicológico que sufrió la tenista, ella también tuvo que ser tratada de una lesión en la muñeca producida en el asalto. Su padre, que fue golpeado por los delincuentes, tuvo que ser operado dos veces por lesiones en los hombros.
Siete sospechosos fueron arrestados meses más tarde. Sin embargo, la investigación por parte de la policía rusa generó muchas dudas y el caso no se ha esclarecido.

### Incursión en la política
En diciembre de 2011, Anna era una de las candidatas a diputada del parlamento ruso por parte del partido "Causa Justa", pero no fue elegida.

## Títulos WTA (8; 8+0)

### Individuales (8)
| Leyenda                    |
| Grand Slam (0)             |
| WTA Tour Championships (0) |
| Premier (0)                |
| International (1)          |
| Tier I (1)                 |
| WTA Tour (6)               |

| N.º | Fecha                 | Torneo           | Superficie | Oponente en la final | Resultado      |
| --- | --------------------- | ---------------- | ---------- | -------------------- | -------------- |
| 1.  | 7 de octubre de 2006  | Cantón           | Dura       | Anabel Medina        | 6-1 6-4        |
| 2.  | 21 de octubre de 2006 | Moscú            | Moqueta    | Nadia Petrova        | 6-4 6-4        |
| 3.  | 19 de enero de 2007   | Hobart           | Dura       | Vasilisa Bardina     | 6-3 7-6(3)     |
| 4.  | 23 de junio de 2007   | 's-Hertogenbosch | Hierba     | Jelena Janković      | 7-6(2) 3-6 6-3 |
| 5.  | 22 de julio de 2007   | Cincinnati       | Dura       | Akiko Morigami       | 6-1 6-3        |
| 6.  | 29 de julio de 2007   | Stanford         | Dura       | Sania Mirza          | 6-3 6-2        |
| 7.  | 10 de febrero de 2008 | París            | Moqueta    | Ágnes Szávay         | 6-3 2-6 6-2    |
| 8.  | 25 de julio de 2010   | Portoroz         | Dura       | Johanna Larsson      | 6-1 6-2        |

### Finalista en individuales (1)
| N.º | Fecha                | Torneo    | Superficie | Oponente en la final | Resultado   |
| --- | -------------------- | --------- | ---------- | -------------------- | ----------- |
| 1.  | 23 de agosto de 2008 | New Haven | Dura       | Caroline Wozniacki   | 6-3 4-6 1-6 |

### Finalista en dobles (5)
- 2006: Pekín (junto a Elena Vesnina pierden ante Virginia Ruano y Paola Suárez).
- 2007: Stanford (junto a Victoria Azarenka pierden ante Sania Mirza y Shahar Peer).
- 2007: San Diego (junto a Victoria Azarenka pierden ante Cara Black y Liezel Huber).
- 2010: Pattaya City (junto a Ksenia Pervak pierden ante Marina Erakovic y Tamarine Tanasugarn).
- 2012: Tashkent (junto a Vesna Dolonc pierden ante Paula Kania y Polina Pekhova).

## Clasificación histórica
| Grand Slam                    |                       |                       |                       |                       |                       |                       |     |     |     |     |       |
| Abierto de Australia          | A                     | A                     | 2R                    | 2R                    | CF                    | 3R                    | 2R  | 1R  | 2R  | 1R  | 10–8  |
| Roland Garros                 | A                     | A                     | 3R                    | 2R                    | CF                    | 2R                    | 1R  | 1R  | A   | A   | 8–6   |
| Wimbledon                     | A                     | A                     | 1R                    | 3R                    | 3R                    | 4R                    | 1R  | 2R  | 1R  | A   | 8–7   |
| US Open                       | A                     | 3R                    | 3R                    | 4R                    | SF                    | 1R                    | 2R  | 1R  | A   | A   | 13–7  |
| Ganados-Perdidos              | 0–0                   | 2–1                   | 5–4                   | 7–4                   | 15–4                  | 6–4                   | 2–4 | 1–4 | 1–2 | 0–1 | 39–28 |
| Torneos Finales de Año        |                       |                       |                       |                       |                       |                       |     |     |     |     |       |
| WTA Tour Championships        | A                     | A                     | A                     | A                     | SF                    | A                     | A   | A   | A   | A   | 2–2   |
| Torneos WTA Premier Mandatory |                       |                       |                       |                       |                       |                       |     |     |     |     |       |
| Indian Wells                  | A                     | A                     | 3R                    | 4R                    | 4R                    | A                     | 3R  | 2R  | 2R  | A   | 12–6  |
| Miami                         | A                     | A                     | 1R                    | 4R                    | SF                    | 3R                    | 3R  | 1R  | A   | A   | 9–6   |
| Madrid                        | No celebrado          | No celebrado          | No celebrado          | No celebrado          | No celebrado          | No celebrado          | 3R  | A   | A   | Q2  | 2–1   |
| Pekín                         | NC                    | No considerado Tier I | No considerado Tier I | No considerado Tier I | No considerado Tier I | No considerado Tier I | A   | A   | A   | A   | 0–0   |
| Torneos WTA Premier 5         |                       |                       |                       |                       |                       |                       |     |     |     |     |       |
| Dubái                         | No considerado Tier I | No considerado Tier I | No considerado Tier I | No considerado Tier I | No considerado Tier I | No considerado Tier I | 1R  | A   | 2R  | NP5 | 1–2   |
| Roma                          | A                     | A                     | 2R                    | 1R                    | 3R                    | SF                    | 3R  | A   | A   | 1R  | 7–6   |
| Cincinnati                    | NC                    | No considerado Tier I | No considerado Tier I | No considerado Tier I | No considerado Tier I | No considerado Tier I | 2R  | A   | A   | A   | 1–1   |
| Canadá                        | A                     | A                     | A                     | SF                    | 2R                    | 3R                    | 1R  | A   | A   | A   | 7–4   |
| Tokio                         | A                     | A                     | A                     | A                     | A                     | 1R                    | A   | A   | A   | A   | 0–1   |
| Estadísticas                  |                       |                       |                       |                       |                       |                       |     |     |     |     |       |
| Títulos                       | 0                     | 0                     | 0                     | 2                     | 4                     | 1                     | 0   | 1   | 0   |     | 8     |
| Ranking                       | 374                   | 84                    | 33                    | 13                    | 6                     | 18                    | 70  | 56  | 230 |     |       |

## Fed Cup
- Títulos: 2 (2007 y 2008).
- Primer partido: 15 de julio de 2006, victoria sobre Ivana Lisjak de Croacia por 7-6(2), 7-6(3).
- Último partido: 25 de abril de 2009, derrota frente a Flavia Pennetta de Italia por 4-6, 0-6.
- Balance en individuales: 7 ganados - 2 perdidos.
- Balance en dobles: 0 ganados - 1 perdido.
- Eliminatorias jugadas: 8 (7 ganadas - 1 perdida).

## Curiosidades
- Durante la final del torneo de Stanford de 2007 sufrió un curioso percance al perder un punto tras enredársele la trenza en la raqueta.
- Anteriormente era patrocinada por Adidas, luego lo fue por FILA.